# Unai Albizua
Unai Albizua Urquijo (Llodio, Álava, 18 de enero de 1989) es un exfutbolista español que jugaba de defensa.

## Biografía
Nació en el municipio alavés de Llodio en el año 1989. En 2003 se unió al equipo cadete de fútbol base del Athletic Club. En el año 2007 pasó al Club Deportivo Basconia, donde comenzó profesionalmente en fútbol jugando en la Tercera División. En 2010 ascendió al Bilbao Athletic en Segunda División B. Posteriormente, en 2013 se incorporó al Athletic Club, portando el dorsal número 12.El 3 de noviembre de 2013 debutó, en Primera División, contra el Atlético de Madrid.
Después de jugar sólo cuatro partidos con el Athletic Club, para la temporada 2014-15, fue cedido al C. D. Tenerife de Segunda División. Al finalizar la campaña terminó su contrato con el Athletic y el club vasco decidió no renovarle, por lo que el jugador quedó libre. En el verano de 2015 fichó por el C. D. Leganés para la temporada 2015-16. Con el equipo madrileño consiguió el ascenso a Primera División. En verano de 2016 se incorporó al UCAM Murcia, con el que descendió a Segunda B. Firmó por la Cultural Leonesa para la campaña 2017-18, con el que nuevamente descendió a Segunda B.
En enero de 2019 fichó por la U. D. Ibiza de Segunda B, donde permaneció hasta finales de agosto cuando rescindieron su contrato tras el fichaje de Quintanilla. El 27 de noviembre se hizo oficial su vuelta al UCAM Murcia CF, ahora en Segunda B, hasta final de temporada.
Tras haber desarrollado toda su carrera en España, en agosto de 2020, decidió marcharse al extranjero y firmó por una temporada, más otra opcional, con el F. C. Stade-Lausana-Ouchy suizo que dirigía Meho Kodro. Un año después regresó al fútbol español para jugar en la U. E. Cornellà de Primera Federación. De cara a la temporada 2022-23 se incorporó al Orihuela de Tercera Federación, con el que ya estuvo entrenando en 2019. Tras lograr el ascenso con el club alicantino, firmó por el Club Portugalete de Tercera Federación.Tras no lograr el ascenso, decidió retirarse del fútbol profesional y comenzó una nueva etapa como preparador físico de la SD Leioa en agosto de 2024 a las órdenes de Jon Castrillo.

## Clubes
| Club                      | País   | Año       | Partidos | Goles |
| ------------------------- | ------ | --------- | -------- | ----- |
| C. D. Basconia            | España | 2007-2010 | 60       | 1     |
| Bilbao Athletic           | España | 2010-2013 | 96       | 0     |
| Athletic Club             | España | 2013-2015 | 4        | 0     |
| C. D. Tenerife (cedido)   | España | 2014-2015 | 28       | 0     |
| C. D. Leganés             | España | 2015-2016 | 24       | 0     |
| UCAM Murcia C. F.         | España | 2016-2017 | 41       | 0     |
| Cultural Leonesa          | España | 2017-2019 | 29       | 0     |
| U. D. Ibiza               | España | 2019      | 11       | 0     |
| UCAM Murcia C. F.         | España | 2019-2020 | 10       | 0     |
| F. C. Stade-Lausana-Ouchy | Suiza  | 2020-2021 | 24       | 0     |
| U. E. Cornellà            | España | 2021-2022 | 13       | 0     |
| Orihuela C. F.            | España | 2022-2023 | 30       | 1     |
| Club Portugalete          | España | 2023-2024 | 14       | 0     |